# Doryanthes palmeri
Doryanthes palmeri là một loài thực vật có hoa trong họ Doryanthaceae. Loài này được W.Hill ex Benth. mô tả khoa học đầu tiên năm 1873.

## Hình ảnh

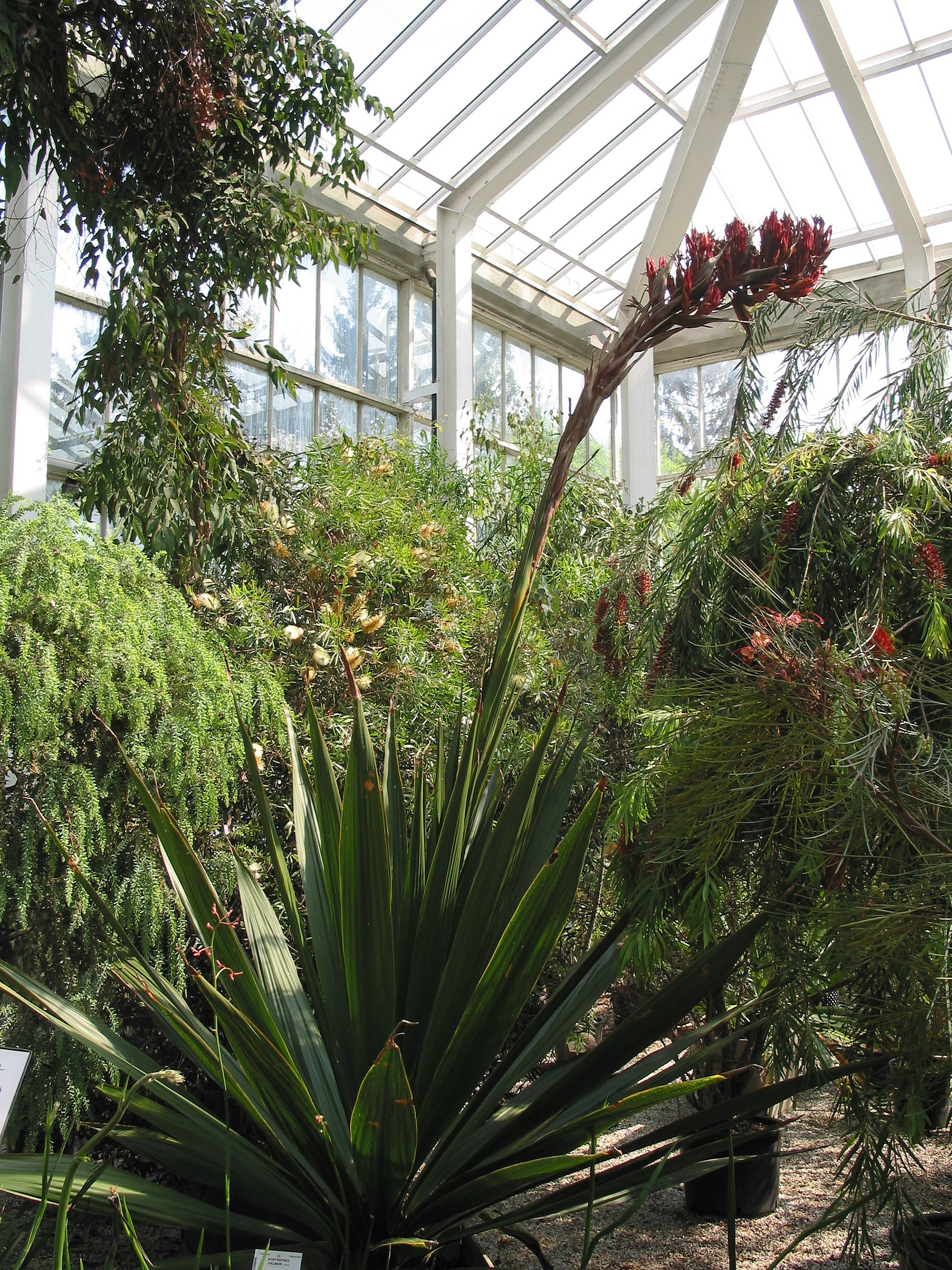
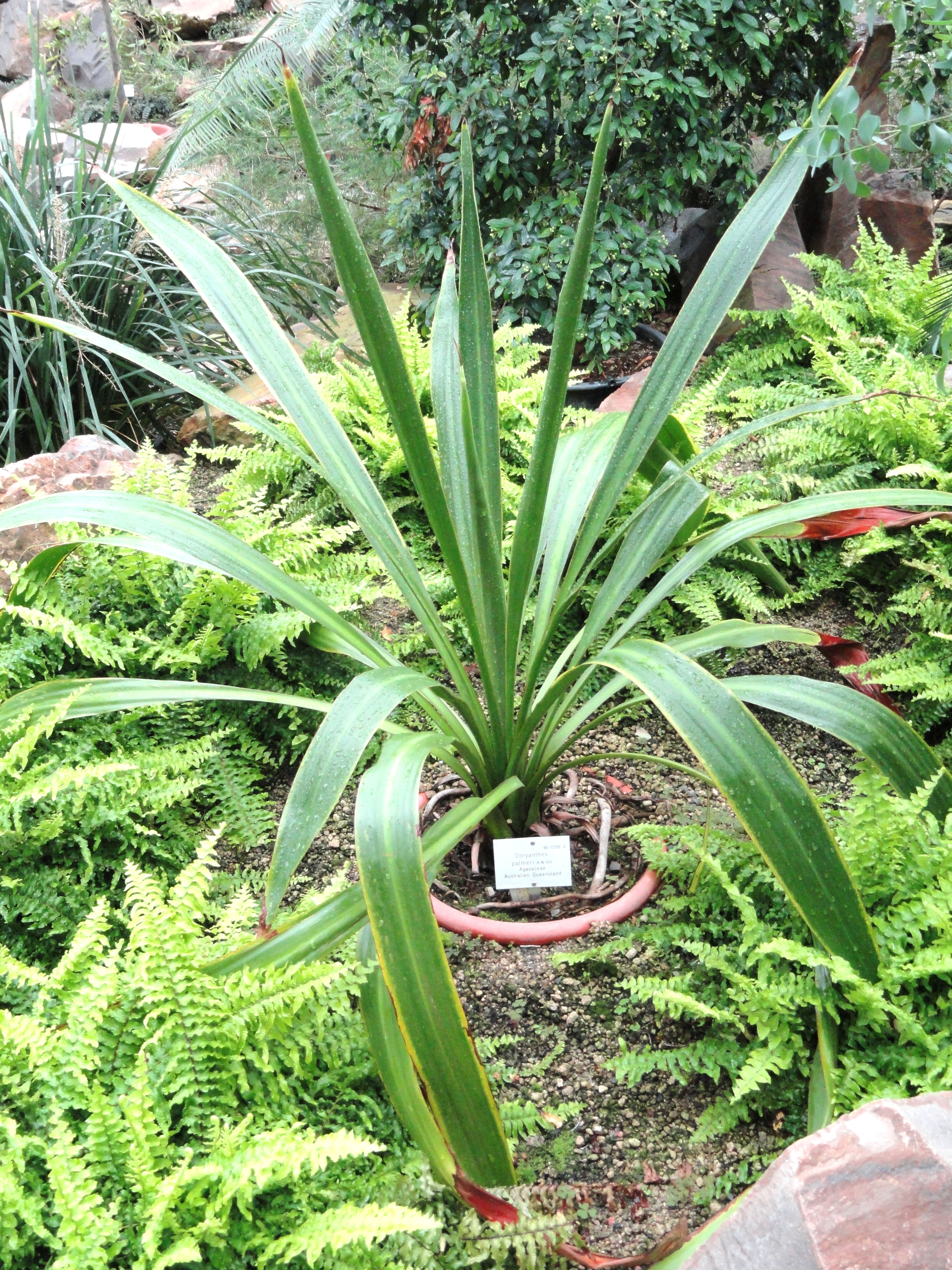
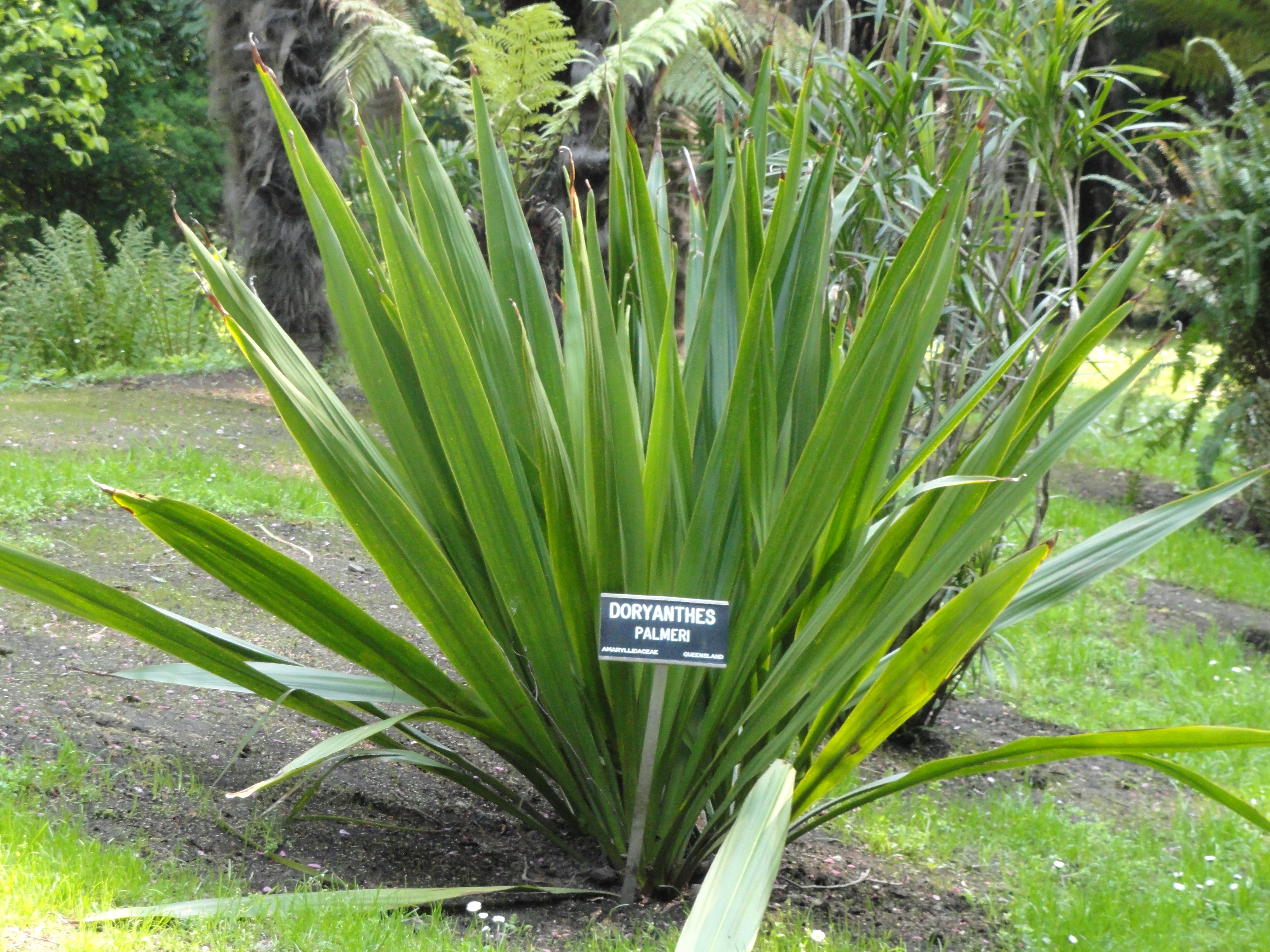
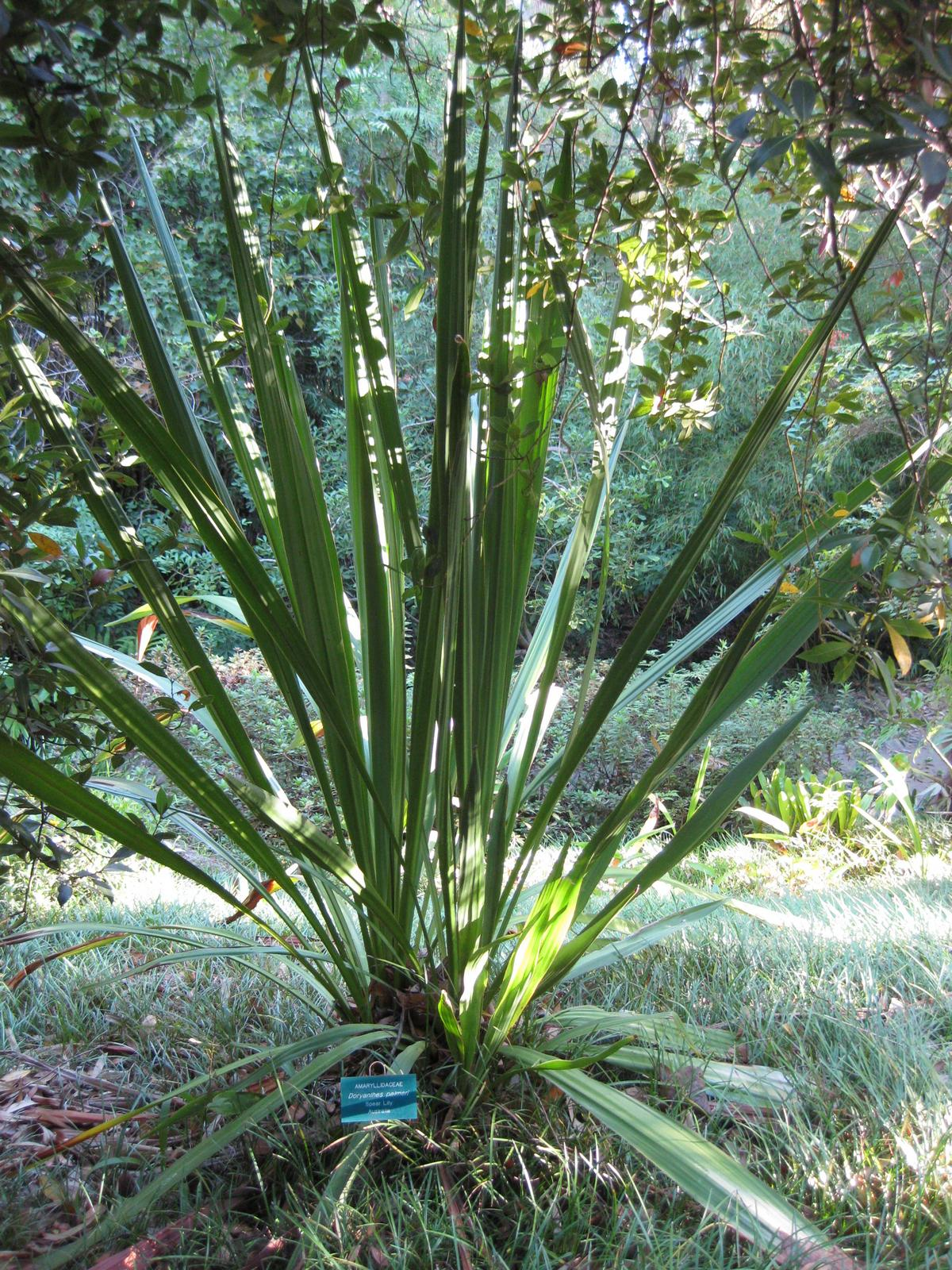